# كادزماسا كاوانو
كادْزُماسا كاوانو (باليابانية: 河野 和正) (7 نوفمبر 1970 في أويتا في اليابان – )؛ هو لاعب كرة قدم ياباني سابق كان يلعب كحارس مرمى.

## وصلات خارجية
- كادزماسا كاوانو على موقع رابطة كرة القدم اليابانية للمحترفين (اليابانية)
- كادزماسا كاوانو على موقع عالم كرة القدم.نت (الإنجليزية)